# Münzbelustigungen

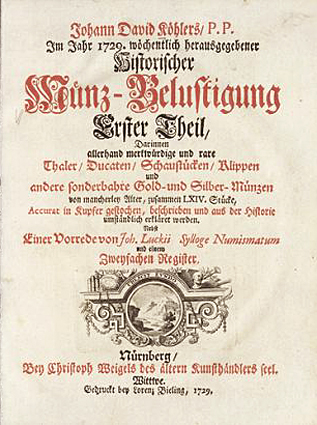
Johann David Köhler: Ab dem Jahr 1729 wöchentlich herausgegebene Historische Münz-Belustigung

Münzbelustigungen oder auch Münzvergnügen sind Titel unterschiedlicher numismatischer Periodika mit erklärendem Inhalt und Abbildungen sowie ausführlichen Beschreibungen historisch bemerkenswerter Münzen und Medaillen, die im 18. Jahrhundert aufgekommen sind.
Der Altdorfer Professor Johann David Köhler bildete den Anfang mit seiner wöchentlich herausgegebenen Historischen Münz-Belustigung (Nürnberg 1729–1750). Es folgten u. a.:
- Georg Andreas Will: Nürnbergische Münz-Belustigung (Altdorf 1764–1767)[4]
- Peter Paul Finauer: Baierische Münzbelustigung, darinnen Schaustücke, Ducaten,Thaler und andere Merkwürdige Gold- und Silbermünzen zu finden (München und Nürnberg 1768)[5]
- Johann Jakob Spies: Brandenburgische historische Münzbelustigung (Ansbach 1768–1774)[6]
- Matthias Heinrich Heroldt: Dem Münzvergnügen gewidmete Nebenstunden (Nürnberg 1774)[7]